# 鈴木三郎助

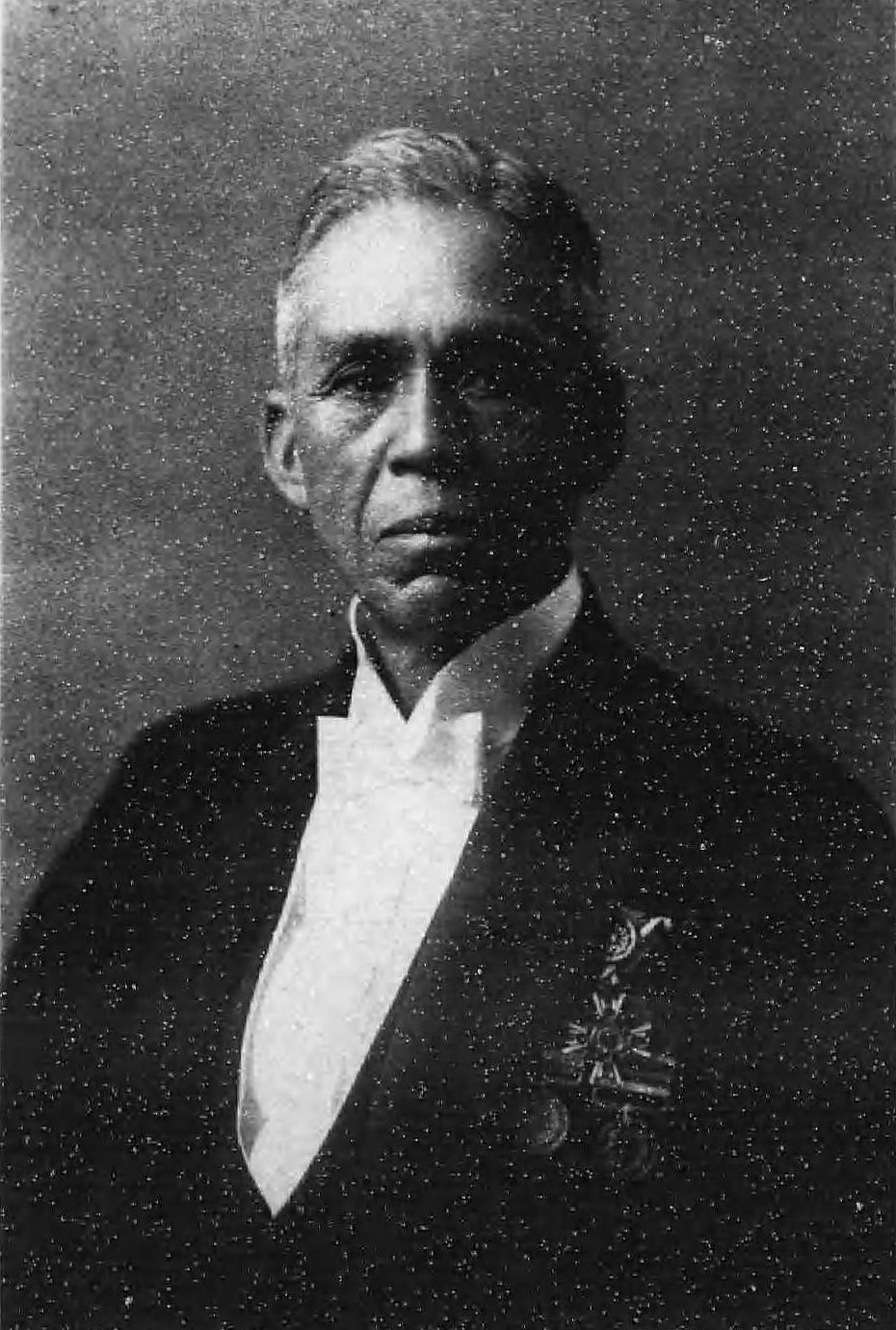
鈴木三郎助

2代 鈴木 三郎助（すずき さぶろうすけ、1868年1月21日（慶応3年12月27日） - 1931年3月29日）は、日本の実業家、味の素の創設者。神奈川県出身。従五位勲四等。

## 来歴・人物

### 生い立ち
1868年1月21日、相模国三浦郡堀内村（現在の神奈川県三浦郡葉山町）の商家、父・三郎助（初代）、母・なか、の長男として生まれる。幼名を泰助といい、妹・こう、弟・忠治がいる。初代三郎助はもともと忠七といい、公郷村（現・横須賀市）の豪商「滝の崎」に奉公に出て手腕を認められ、慶応2年（1866年）に妻帯・独立して「滝屋」を称していた。しかし明治8年（1875年）に腸チフスにより35歳で他界したため、泰助はわずか9歳で家督を継ぐことになった。
泰助は11歳で尋常小学校を出て高座郡羽鳥村（現・藤沢市）の耕余塾に預けられたが、明治13年（1880年）にこれをやめて浦賀町（現・横須賀市）の米穀商加藤小兵衛商店で住み込みの見習いとなり、明治17年（1884年）18歳で自家へ戻って2代目三郎助を襲名する。ついで明治20年（1887年）4月8日に、母が選んだ芦名村（現・横須賀市）の呉服商辻井家の次女テルを妻に迎える（のちにテルの妹を弟・忠治の嫁として迎える）。三郎助の商売は当初は順調であったが、この頃には資金繰りに躓き、それを埋めるために米相場に手を染めていた。

### ヨード製造
その頃ちょうど海水浴が流行しはじめ、葉山の一帯は静養地として人気を集めるようになる。そこで母なかと妻テルは、蛎殻町（米相場の中心地）へ入り浸りの三郎助に代わって部屋貸しを営むことになった。たまたま大日本製薬の技師で村田春齢という人が家族連れで逗留し、なかの相談に応じてかじめ焼きを勧めた。早速なかはかじめを焼いて沃度灰を作り始める。明治23年（1890年）には、三郎助は家財のほとんどを米相場につぎ込んだ挙げ句ほとんど無一文となって葉山へ戻り、母と妻が始めた沃度灰事業を手伝うこととなる。
沃度灰事業は順調に進展し、三郎助は三重から房総に至るまでカジメを買い付けて廻り、戻るとかじめ焼きをこなした。弟の忠治も明治27年（1894年）に一旦貿易会社に就職するも、辞めて技師として管理や研究にあたった。この頃になると日本中でかじめ焼きが行われ、生産過剰となったヨード製品は輸出されるようになる。明治29年（1896年）諸外国のシンジケートによりダンピング攻勢が仕掛けられるが、数年をかけてこれを退けることに成功する。明治37年（1904年）には日露戦争に伴う需要増により莫大な利益を上げた。その後間もなくして、母なかは明治38年（1905年）10月14日に没する。
日本のヨード業界は房総の加瀬忠次郎に始まり、くわえて棚橋寅五郎と鈴木三郎助とで三分していたが、この頃には鈴木が最も勢力を伸ばしていた。明治39年（1906年）に関東沃度同業組合を組織して理事長に就任し、翌明治40年（1907年）には加瀬・棚橋・鈴木が大同団結して日本化学工業を創立した。日本化学工業は、大倉喜八郎を社長に頂き、鈴木が専務、加瀬が常務、棚橋が技師長となった。鈴木はマッチの原料となる塩素酸カリウムの製造などへの事業拡大を提唱するが、大倉を始め他の経営陣とは意見が合わなかったため明治43年に専務を辞して株を売り、その巨利を元手に再び独立事業を営み始める。

### 味の素
明治41年（1908年）、東京帝国大学の池田菊苗がグルタミン酸を主要成分とする調味料の製造方法を発明し、特許が認められた。鈴木は知己を通じて開発中から池田博士と面談しており、この特許の実施契約を得た。葉山の工場は前年設立の日本化学工業へ合流させず、合資会社鈴木製薬所として独立運営させていたが、ここをこの調味料の工業化にあてることにした。そこで弟の忠治を帝国肥料株式会社から呼び戻して研究を指揮させ、また長男の三郎（後に3代三郎助を襲名）を営業にあたらせた。
さっそく明治42年（1909年）から「味の素」という名で販売を開始したが、最初は全く売れなかった。実際その当時はまだまだ不純物も多く、色や匂いも良いとは言えなかった。しかも明治44年（1911年）には湘南一帯を暴風雨が襲い、葉山や逗子の工場は壊滅的打撃を受けてしまう。味の素の製法は小麦のタンパク質を塩酸で分解するというもので、塩酸の臭気や、廃棄される多量のデンプンに対する周囲の苦情も多くなり、川崎の六郷川（多摩川）沿いへ新工場を造り移転することになった。工場は大正3年（1914年）に竣工したものの、臭気の強い塩酸から硫酸に切り替えようとしてこれに失敗し、改めて塩酸による製造が始まったのは翌年という状況だった。第一次世界大戦による原料高騰もあって経営は逼迫しており、ヨウ化カリウム、塩化カリウム、塩素酸カリウムといった扱い慣れた化合物を製造することでなんとかこれを補うという状況だった。
小麦からタンパク質を得る過程で、大量のデンプンが副産物として生じるため、これを何かに利用できれば全体のコストを抑えることができる。当時の紡績工場では、小麦粉を購入して水にさらし1ヶ月以上かけてタンパク質を取り除き、残ったデンプンを糊として綿布に塗っていた。そこで鐘淵紡績に提携を持ちかけたところ、鐘紡社長の武藤山治は逆に鐘紡で廃棄するタンパク質を提供すると提案してきた。ところが小麦中のタンパク質はデンプンと比べて少量しかないため、それまで洗い捨てていた水からタンパク質を回収するのは非常に効率が悪い。鈴木は一旦この逆提案を受けておき、継続的に自社製の高品質なデンプンを送って鐘紡の技師たちに検討させた。結局、タンパク質を回収しても鐘紡の利益にはならず、質も味の素デンプンが優れているということになり、紆余曲折の末に鐘紡は味の素デンプンの大顧客となった。これによって味の素の採算は著しく改善した。大正6年（1917年）には株式会社鈴木商店を設立し、鈴木三郎助が社長に就任している。尚、大正７年（1918年）年1月に、鐘淵紡績から、川崎工場長として 北風七郎助、そのほか庶務、職工、倉庫などの諸係の管理者数名が入社したが、鐘淵紡績流の手法が従来の技術陣に受け入れられず、改革派は失敗している。
この頃「味の素の原料は蛇である」という風説が流行した。薬売りの口上が元だとされているが、その流布に多大な影響を与えたのは反骨的なジャーナリスト宮武外骨である。外骨は大正7年に雑誌『スコブル』に鈴木商店の名を騙った偽広告を掲載し、ついで大正8年（1919年）には、雑誌『赤』には風刺画を掲載、大正10年（1921年）には雑誌『一癖随筆』に記事を載せている。これにより味の素の売り上げは一時激減したという。しかし新聞各紙に広告を載せて対抗したことで、逆にこの騒動が味の素の知名度を上げることになり、1日あたり1万円近い純利益をあげるまでになった。
特許権は大正12年（1923年）7月で切れるはずであったが、政界に働きかけて6カ年の延長が認められることになった。明治42年の特許法で存続期間の延長制度が創設されており、その年に御木本幸吉による真珠養殖の特許（第2670号、明治29年）が延長されたことに倣ったものである。このとき発明者の池田は延長に反対であったが、鈴木三郎助が直接泣き落として了解させたという逸話が伝わっている。

### 電気化学
塩素酸カリウムは塩化カリウムを電気分解して得られるが、安定事業化の為には潤沢な電力を安価に利用できなければいけなかった。そこで大正6年（1917年）、千曲川流域の水利権を押さえていた高橋保らとともに東信電気株式会社を設立し社長に就任、水力発電事業に乗り出す。しかしこの計画は地元の有力者黒沢睦之助の協力が得られず難航した。折しも房総でヨード事業を営みかねてから縁のあった森矗昶が、第一次世界大戦後の市価暴落によって経営破綻した総房水産株式会社の救済合併を懇願してきた。これを受け入れて森を信州の発電事業に配したところ、わずか1年で4つの発電所を完成させるという怪手腕を発揮した。この電力によって東信電気は安価な塩素酸カリウムを製造し利益を上げたが、まもなくスウェーデンのダンピング攻勢に負けてしまう。そこで安価に建造した発電所を東京電燈に売却することで莫大な利益をあげ、高騰した株価を利用して次々に電力会社を合併し、さらに発電所を建造しては電力を東京電燈に売り、昭和2年（1927年）には資本金4千万円を越える大会社へと躍進させた。
積極的な電源開発によって発電量は増す一方、電力戦のために買い手の東京電燈の需要は減ってしまい、あらたな電力需要を創設する必要が出てきた。昭和3年（1928年）に硫安と石灰窒素を製造するために、東京電燈と東信電気の出資により昭和肥料株式会社（資本金1千万円）が設立され鈴木は社長に就任する。実際の運営は専務取締役の森矗昶、取締役の高橋保らによって進められたが、鈴木は東信電気や味の素から資金繰りを融通させることで彼ら（特に森矗昶）を庇護した。

### 晩年
昭和2年（1927年）秋、勲四等瑞宝章を授与される。この頃から次第に気性が丸くなり、また趣味の歌沢や将棋に力を入れるようになる。昭和5年（1930年）に高輪に自宅を建てることになり、自ら図面を引き、木曽まで材木を検分しに出かけるほど熱を入れた。しかし間もなくして食道癌のため病床に伏し、昭和6年（1931年）3月29日に満63歳で死去。この日は高輪本邸の棟上げの3日後であり、また昭和肥料による初の国産硫安の製造に成功した日でもあった。従五位追賜。東信電気は弟の忠治に、味の素は長男の三郎に、昭和肥料は森矗昶に譲ると遺言しているが、しかし実際には東信電気と味の素の社長は鈴木忠治が就任し、昭和肥料の社長は3年間空席のままとなった。三郎はすぐに3代三郎助を襲名したが、味の素の社長に就任したのは昭和15年（1940年）になってからである。

## 鈴木三郎助の子供
鈴木三郎助の子供は鈴木輝郎（スズキテルオ）がいるまた孫は鈴木和光である。また鈴木輝郎からその孫の孫がいるその中でてるという読み方が代々受け継がれている

### 襲名
父である初代鈴木三郎助以来、代々「鈴木三郎助」を襲名している。三郎助の名は幕末の浦賀奉行中島三郎助にちなむという。
- 初代（1841年 - 1875年）忠七・滝屋店主
- 2代（1868年 - 1931年）泰介・忠七長男・鈴木商店創業者
- 3代（1890年 - 1973年）三郎・泰介長男・鈴木商店3代目社長。葉山マリーナをつくる。
- 4代（1909年 - 1998年）重明・三郎の息子・味の素専務取締役→相談役名誉会長
- 5代（1948年 - 2015年）重利・重明の長男・味の素ヘルシーサプライ株式会社顧問